# Neill Blomkamp
Neil Blomkamp (ur. 17 września 1979 w Johannesburgu) – południowoafrykańsko-kanadyjski reżyser, scenarzysta i producent filmowy. 
Studiował w Szkole Filmowej w Vancouver. Zasłynął jako twórca nominowanego do Oscara filmu Dystrykt 9 (2009). Według tygodnika Time był jednym ze stu najbardziej wpływowych ludzi na świecie w 2009.

## Filmografia

### Filmy pełnometrażowe
- Dystrykt 9 (2009) (scenariusz, reżyseria)
- Elizjum (2013) (scenariusz, reżyseria)
- Chappie (2015) (scenariusz, reżyseria)
- Demonic (2021) (scenariusz, reżyseria)
- Gran Turismo (2023) (reżyseria)

### Filmy krótkometrażowe
- Tetra Vaal (2004) (reżyser, efekty specjalne)
- Alive in Joburg (2005) (reżyser, scenariusz, efekty specjalne)
- Yellow (2006) (scenariusz, efekty specjalne)
- Tempbot (2006) (reżyser)
- Halo: Landfall (2007) (reżyser)